# Dacnis viguieri
El dacnis verdoso, dacnis aguamarina (en Panamá), dacnis esmeraldino (en Colombia) o mielero verde azul (Dacnis viguieri) es una especie de ave paseriforme de la familia Thraupidae, perteneciente al  género Dacnis. Es nativo del extremo sureste de América Central y extremo noroeste de América del Sur.

## Distribución y hábitat
Se encuentra en una pequeña región del extremo oriental de Panamá (Darién) y extremo noroccidental de Colombia (norte de Chocó, noroeste de Antioquia, suroeste de Bolívar).
Esta especie es considerada rara a poco común en sus hábitats naturales: el dosel y los bordes de bosques húmedos y crecimientos secundarios de tierras bajas y del piedemonte, entre 50 y 600 m de altitud. En la actualidad está restringida a la Serranía del Darién.

## Descripción
Mide 11,5 cm de longitud. El plumaje del macho es de color aguamarina, con la grupa más azulada; mancha en la espalda, lores y cola negros; alas verdes con primarias negras. La hembra presenta partes superiores color verde opaco; partes inferiores amarillo verdoso claro con matices verde oliva a los lados; alas verde opaco con primarias negras y cola negra.

## Estado de conservación
Hasta el año 2018, el dacnis verdoso había sido calificado como casi amenazado por la Unión Internacional para la Conservación de la Naturaleza (IUCN), pero actualmente se le califica como preocupación menor, ya que su pequeña zona de distribución no se encuentra fragmentada y su población, estimada entre 10 000 y 20 000 individuos maduros, a pesar de presumiblemente en lenta decadencia, no se encuentra bajo serias amenazas.

## Sistemática

### Descripción original
La especie D. viguieri fue descrita por primera vez por el ornitólogo francés Émile Oustalet en 1883 bajo el mismo nombre científico; su localidad tipo es: «Istmo de Panamá, en el litoral del Golfo de Darién».

### Etimología
El nombre genérico femenino Dacnis deriva de la palabra griega «daknis», tipo de ave de Egipto, no identificada, mencionada por Hesiquio y por el gramático Sexto Pompeyo Festo; y el nombre de la especie «viguieri» conmemora al zoólogo y colector francés Camille Viguier (1850–1930).

### Taxonomía
Es monotípica. Los amplios estudios filogenéticos recientes demuestran que la presente especie es pariente próxima de Dacnis lineata y el par formado por ambas es próximo a Dacnis hartlaubi.